# Hüttenberg
Hüttenberg (eslovè: Železni Hrib) és una vila del districte de Sankt Veit an der Glan a l'estat de Caríntia (Àustria). Es troba a 786 m d'altitud. Ocupa una superfície de 134,52 m².
L'any 2005 tenia 1699 habitants. Aquest municipi és conegut pels seus importants dipòsit de mineral de ferro (siderita)que ja els coneixien els antics romans amb el nom de ferrum noricum. Les mines de ferro van tancar l'any 1978.
Aquest municipi inclou ka vall Görtschitz als Alps de Seetal. Al nord fa frontera amb Estíria.
Heinrich Harrer hi va néixer i té dedicat un museu.

## Referències

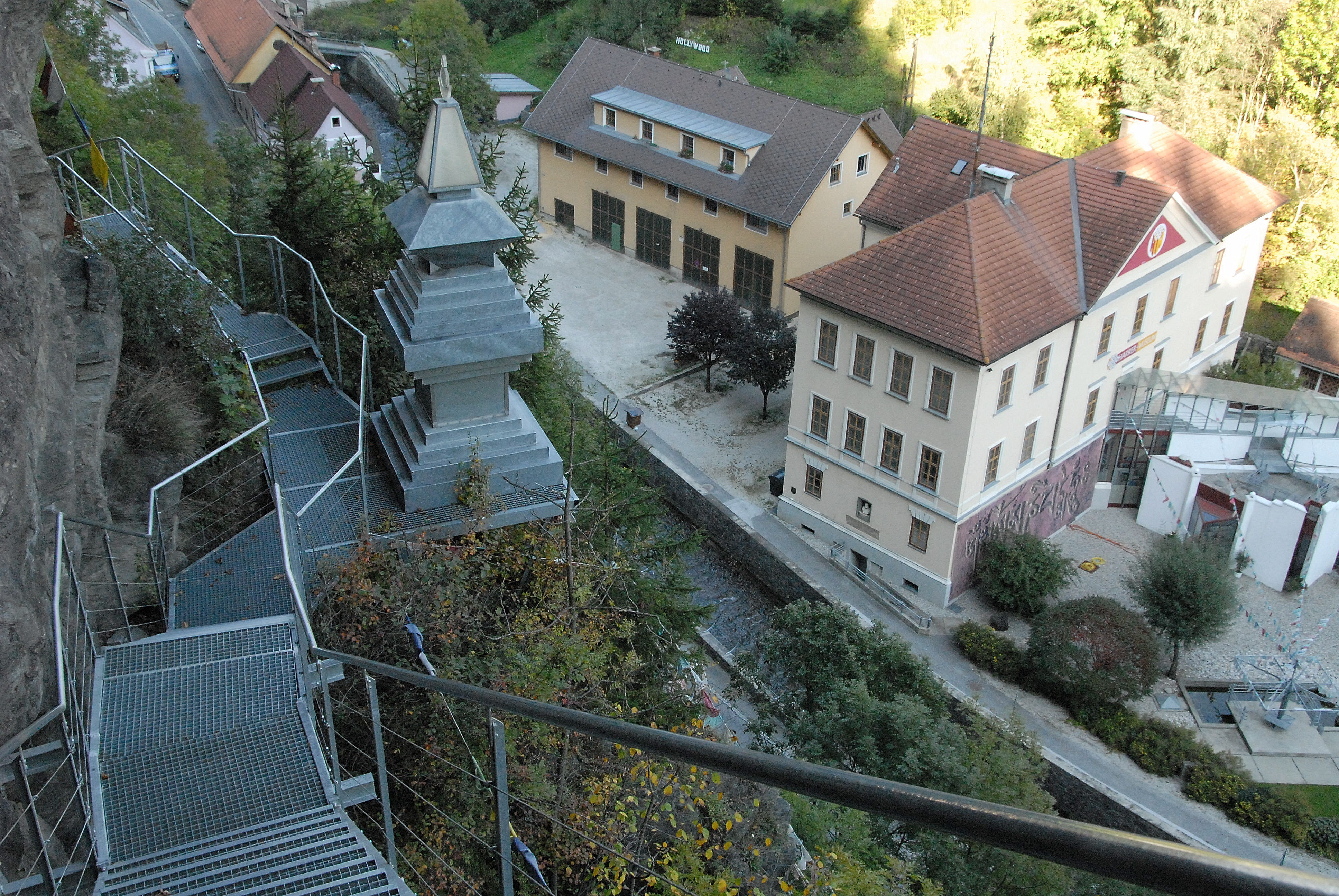
Museu Harrer